# Specie di Aloe
Specie del genere Aloe.

## A
- Aloe aaata T.A.McCoy & Lavranos
- Aloe aageodonta L.E.Newton
- Aloe abyssicola Lavranos & Bilaidi
- Aloe aculeata Pole-Evans
- Aloe acutissima H.Perrier
- Aloe adigratana Reynolds
- Aloe affinis A.Berger
- Aloe africana Mill.

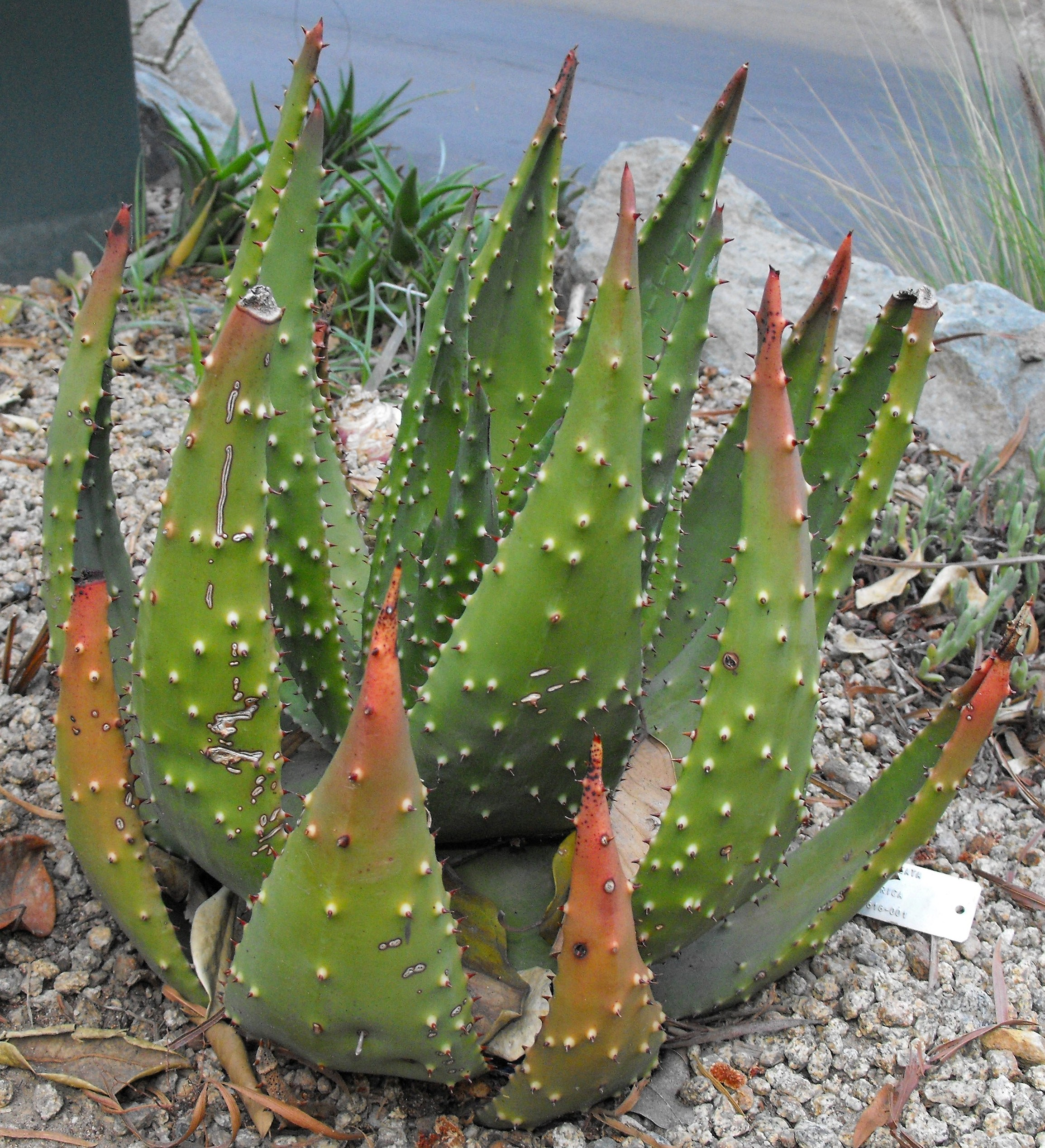
Aloe aculeata

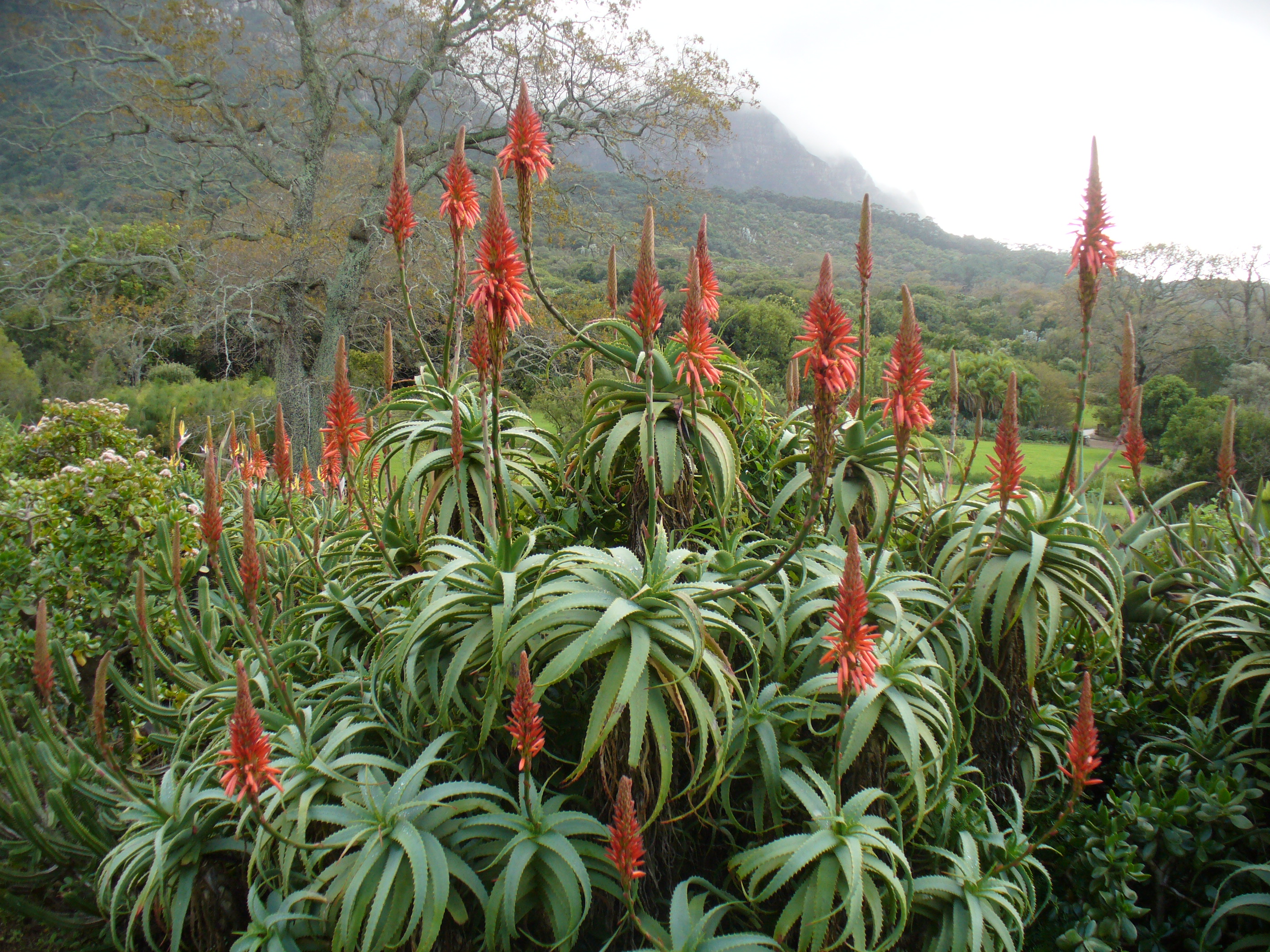
Aloe arborescens

- Aloe ahmarensis Favell, M.B.Mill. & Al-Gifri
- Aloe albida (Stapf) Reynolds
- Aloe albiflora Guillaumin
- Aloe albostriata T.A.McCoy, Rakouth & Lavranos
- Aloe albovestita S.Carter & Brandham
- Aloe aldabrensis (Marais) L.E.Newton & G.D.Rowley
- Aloe alexandrei Ellert
- Aloe alfredii Rauh
- Aloe alooides (Bolus) Druten
- Aloe ambigens Chiov.
- Aloe ambositrae J.-P.Castillon
- Aloe ambrensis J.-B.Castillon
- Aloe amicorum L.E.Newton
- Aloe ammophila Reynolds
- Aloe ampefyana J.-B.Castillon
- Aloe amudatensis Reynolds
- Aloe analavelonensis Letsara, Rakotoar. & Almeda
- Aloe andersonii van Jaarsv. & P.Nel
- Aloe andongensis Baker
- Aloe andringritrensis H.Perrier
- Aloe angelica Pole-Evans
- Aloe anivoranoensis (Rauh & Hebding) L.E.Newton & G.D.Rowley
- Aloe ankaranensis Rauh & Mangelsdorff
- Aloe ankoberensis M.G.Gilbert & Sebsebe
- Aloe anodonta T.A.McCoy & Lavranos
- Aloe × anosyana J.-P.Castillon
- Aloe ansoultae Rebmann
- Aloe antandroi (Decary) H.Perrier
- Aloe antoetrana J.-B.Castillon
- Aloe antonii J.-B.Castillon
- Aloe antsingyensis (Leandri) L.E.Newton & G.D.Rowley
- Aloe arborescens Mill.
- Aloe archeri Lavranos
- Aloe arenicola Reynolds
- Aloe argenticauda Merxm. & Giess
- Aloe argentifolia T.A.McCoy, Rulkens & O.J.Baptista
- Aloe argyrostachys Lavranos, Rakouth & T.A.McCoy
- Aloe armatissima Lavranos & Collen.
- Aloe arneodoi Rebmann
- Aloe asperifolia A.Berger
- Aloe aufensis T.A.McCoy
- Aloe aurelienii J.-B.Castillon
- Aloe austroarabica T.A.McCoy & Lavranos
- Aloe austrosudanica T.A.McCoy

## B

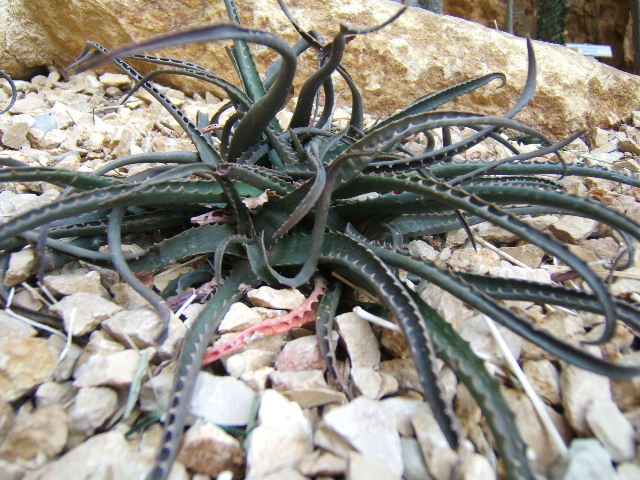
Aloe boiteaui

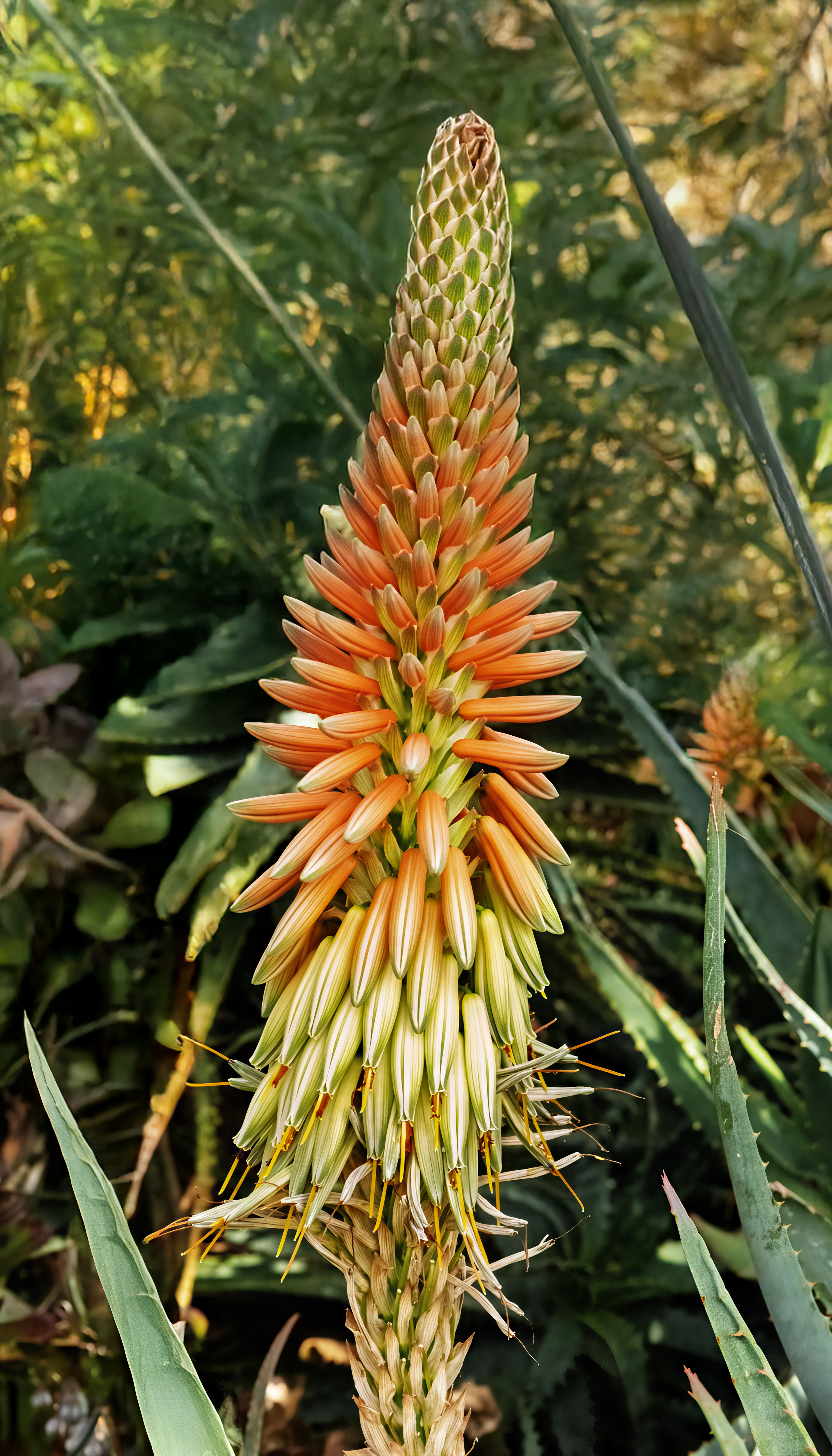
Aloe bulbillifera inflorecence - Madagascar

- Aloe babatiensis Christian & I.Verd.
- Aloe bakeri Scott-Elliot
- Aloe ballii Reynolds
- Aloe ballyi Reynolds
- Aloe barbara-jeppeae T.A.McCoy & Lavranos
- Aloe bargalensis Lavranos
- Aloe beankaensis Letsara, Rakotoar. & Almeda
- Aloe belavenokensis (Rauh & Gerold) L.E.Newton & G.D.Rowley
- Aloe belitsakensis Rakotoar.
- Aloe bella G.D.Rowley
- Aloe bellatula Reynolds
- Aloe benishangulana Sebsebe & Tesfaye
- Aloe berevoana Lavranos
- Aloe bergeriana (Dinter) Boatwr. & J.C.Manning
- Aloe bernadettae J.-B.Castillon
- Aloe bernardii J.-P.Castillon
- Aloe bertemariae Sebsebe & Dioli
- Aloe betsileensis H.Perrier
- Aloe bicomitum L.C.Leach
- Aloe boiteaui Guillaumin
- Aloe boscawenii Christian
- Aloe bosseri J.-B.Castillon
- Aloe bowiea Schult. & Schult.f.
- Aloe boylei Baker
- Aloe braamvanwykii Gideon F.Sm. & Figueiredo
- Aloe brachystachys Baker
- Aloe branddraaiensis Groenew.
- Aloe brandhamii S.Carter
- Aloe brevifolia Mill.
- Aloe breviscapa Reynolds & Bally
- Aloe broomii Schönland
- Aloe brunneodentata Lavranos & Collen.
- Aloe brunneostriata Lavranos & Collen.
- Aloe bruynsii P.I.Forst.
- Aloe buchananii Baker
- Aloe buchlohii Rauh
- Aloe buettneri A.Berger
- Aloe buhrii Lavranos
- Aloe bukobana Reynolds
- Aloe bulbicaulis Christian
- Aloe bulbillifera H.Perrier
- Aloe bullockii Reynolds
- Aloe burgersfortensis Reynolds
- Aloe bussei A.Berger
- Aloe butiabana T.C.Cole & T.G.Forrest
- Aloe × buzairiensis Lodé

## C
- Aloe × caesia Salm-Dyck
- Aloe calcairophila Reynolds
- Aloe calidophila Reynolds

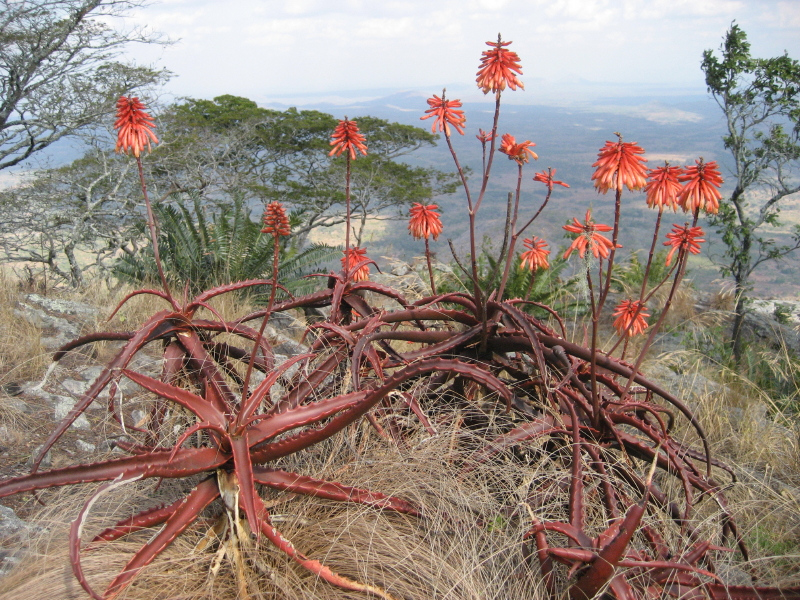
Aloe cameronii

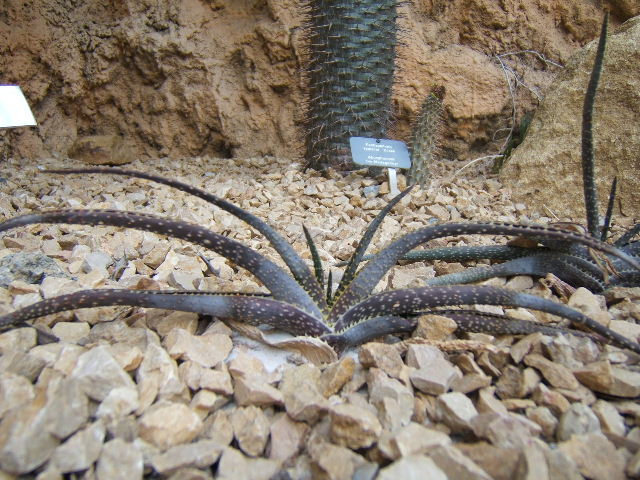
Aloe compressa var. rugosquamosa

- Aloe calliantha T.A.McCoy & Lavranos
- Aloe cameronii Hemsl.
- Aloe camperi Schweinf.
- Aloe canarina S.Carter
- Aloe candelabrum A.Berger
- Aloe canis S.Lane
- Aloe cannellii L.C.Leach
- Aloe capitata Baker
- Aloe capmanambatoensis Rauh & Gerold
- Aloe carnea S.Carter
- Aloe carolineae L.E.Newton
- Aloe castanea Schönland
- Aloe castellorum J.R.I.Wood
- Aloe castilloniae J.-B.Castillon
- Aloe cataractarum T.A.McCoy & Lavranos
- Aloe catengiana Reynolds
- Aloe chabaudii Schönland
- Aloe challisii van Jaarsv. & A.E.van Wyk
- Aloe charlotteae J.-B.Castillon
- Aloe cheranganiensis S.Carter & Brandham
- Aloe chlorantha Lavranos
- Aloe chortolirioides A.Berger
- Aloe christianii Reynolds
- Aloe chrysostachys Lavranos & L.E.Newton
- Aloe cipolinicola (H.Perrier) J.-B.Castillon & J.-P.Castillon
- Aloe citrea (Guillaumin) L.E.Newton & G.D.Rowley
- Aloe citrina S.Carter & Brandham
- Aloe clarkei L.E.Newton
- Aloe classenii Reynolds
- Aloe claviflora Burch.
- Aloe collenetteae Lavranos
- Aloe collina S.Carter
- Aloe × commutata Tod.
- Aloe comosa Marloth & A.Berger
- Aloe compressa H.Perrier
- Aloe comptonii Reynolds
- Aloe condyae van Jaarsv. & P.Nel
- Aloe confusa Engl.
- Aloe congdonii S.Carter
- Aloe conifera H.Perrier
- Aloe cooperi  Baker
- Aloe corallina Verd.
- Aloe craibii Gideon F.Sm.
- Aloe crassipes Baker
- Aloe cremnophila Reynolds & Bally
- Aloe cryptoflora Reynolds
- Aloe cryptopoda Baker
- Aloe cyrtophylla Lavranos

## D
- Aloe dabenorisana van Jaarsv.
- Aloe darainensis J.-P.Castillon
- Aloe dawei A.Berger
- Aloe debrana Christian
- Aloe decaryi Guillaumin
- Aloe decorsei H.Perrier
- Aloe decurva Reynolds

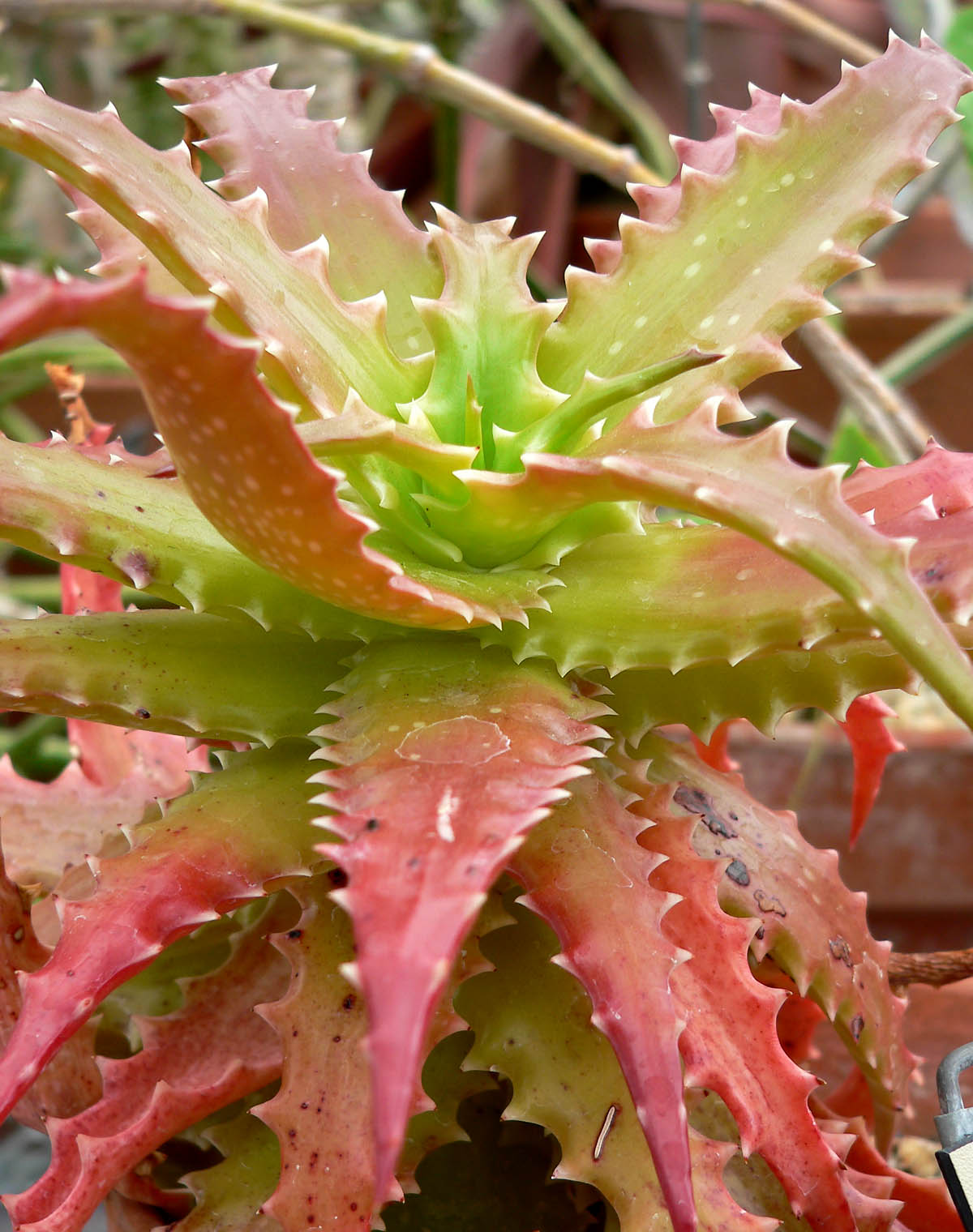
Aloe dorotheae

- Aloe deinacantha T.A.McCoy, Rakouth & Lavranos
- Aloe delicatifolia J.-B.Castillon
- Aloe delphinensis Rauh
- Aloe deltoideodonta Baker
- Aloe descoingsii Reynolds
- Aloe deserti A.Berger
- Aloe dewetii Reynolds
- Aloe dewinteri Giess ex Borman & Hardy
- Aloe dhufarensis Lavranos
- Aloe diolii L.E.Newton
- Aloe distans Haw.
- Aloe divaricata  A.Berger
- Aloe djiboutiensis T.A.McCoy
- Aloe doddsiorum T.A.McCoy & Lavranos
- Aloe dominella Reynolds
- Aloe dorotheae A.Berger
- Aloe downsiana T.A.McCoy & Lavranos
- Aloe droseroides Lavranos & T.A.McCoy
- Aloe duckeri Christian
- Aloe dyeri Schönland

## E
- Aloe ecklonis Salm-Dyck
- Aloe edouardii Rebmann
- Aloe elata S.Carter & L.E.Newton
- Aloe elegans Tod.

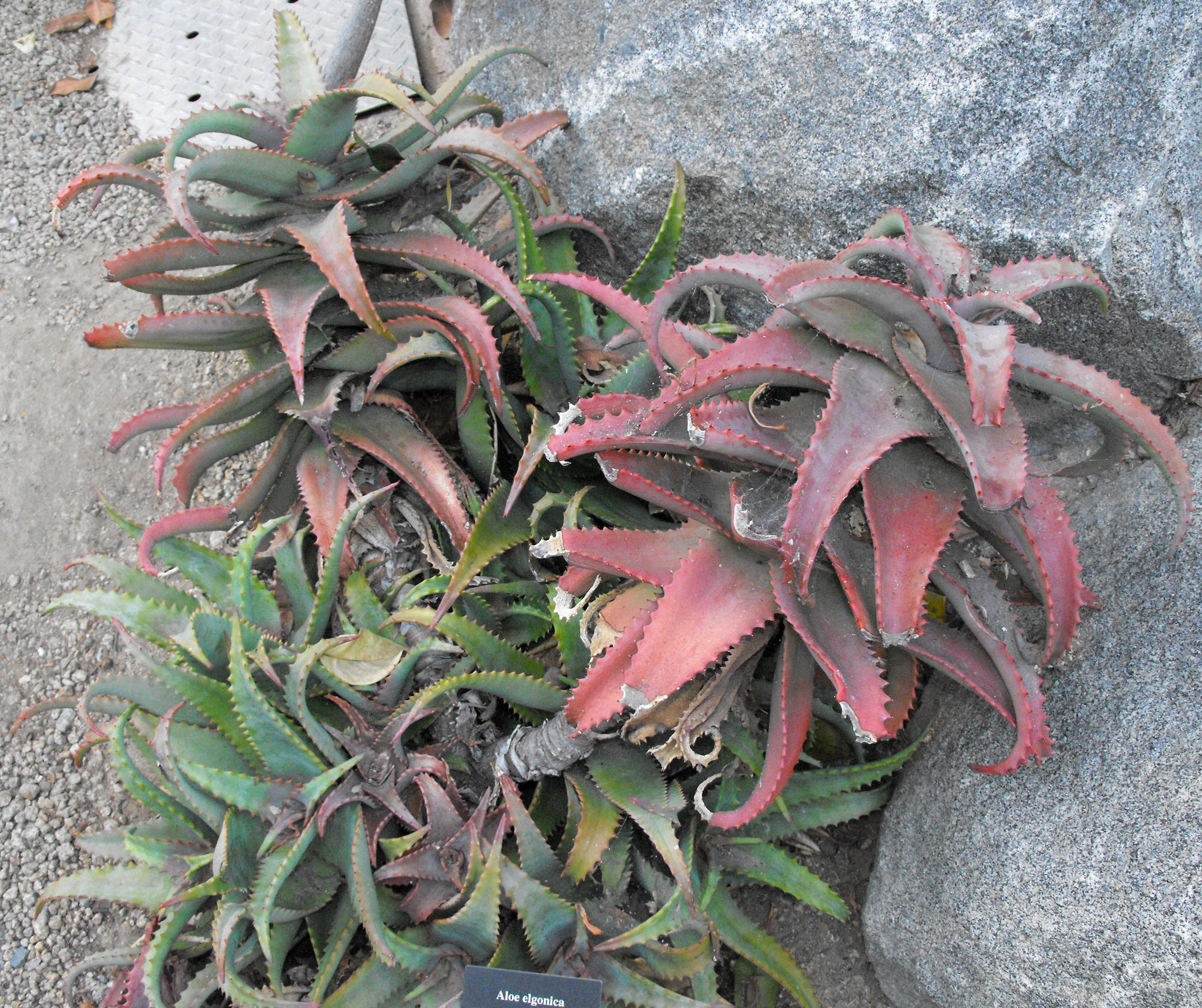
Aloe elgonica

- Aloe elegantissima T.A.McCoy & Lavranos
- Aloe elgonica Bullock
- Aloe elkerriana Dioli & T.A.McCoy
- Aloe ellenbeckii A.Berger
- Aloe eremophila Lavranos
- Aloe erensii Christian
- Aloe ericahenriettae T.A.McCoy
- Aloe ericetorum Bosser
- Aloe erinacea D.S.Hardy
- Aloe erythrophylla Bosser
- Aloe esculenta L.C.Leach
- Aloe eumassawana S.Carter, M.G.Gilbert & Sebsebe
- Aloe excelsa A.Berger
- Aloe eximia Lavranos & T.A.McCoy

## F
- Aloe falcata Baker
- Aloe ferox Mill.
- Aloe fibrosa Lavranos & L.E.Newton
- Aloe fievetii Reynolds
- Aloe fimbrialis S.Carter

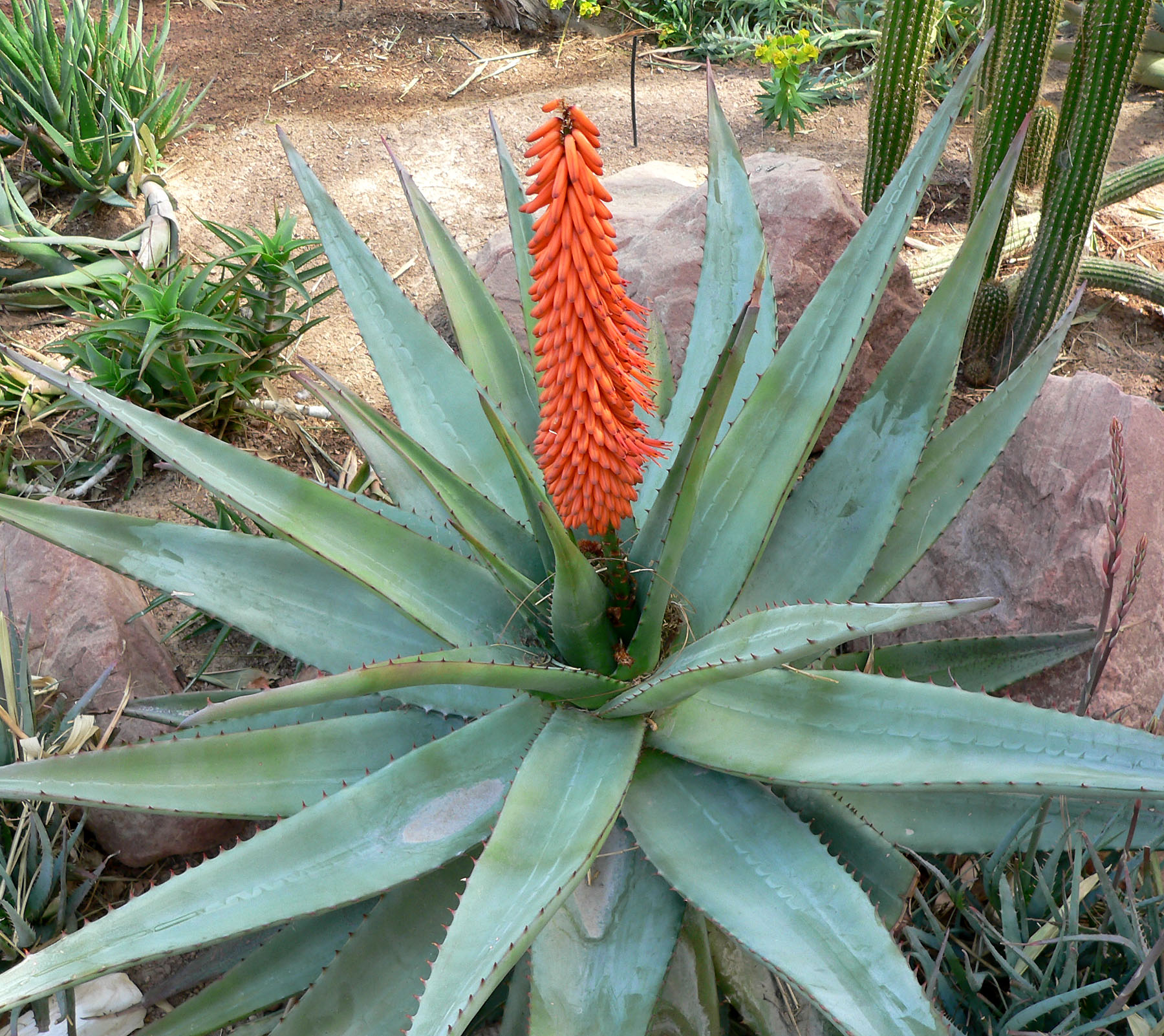
Aloe ferox

- Aloe fleurentinorum Lavranos & L.E.Newton
- Aloe fleuretteana Rauh & Gerold
- Aloe flexilifolia Christian
- Aloe florenceae Lavranos & T.A.McCoy
- Aloe forbesii Balf.f.
- Aloe fosteri Pillans
- Aloe fouriei D.S.Hardy & Glen
- Aloe fragilis Lavranos & Röösli
- Aloe francombei L.E.Newton
- Aloe friisii Sebsebe & M.G.Gilbert
- Aloe fulleri Lavranos

## G
- Aloe gariepensis Pillans

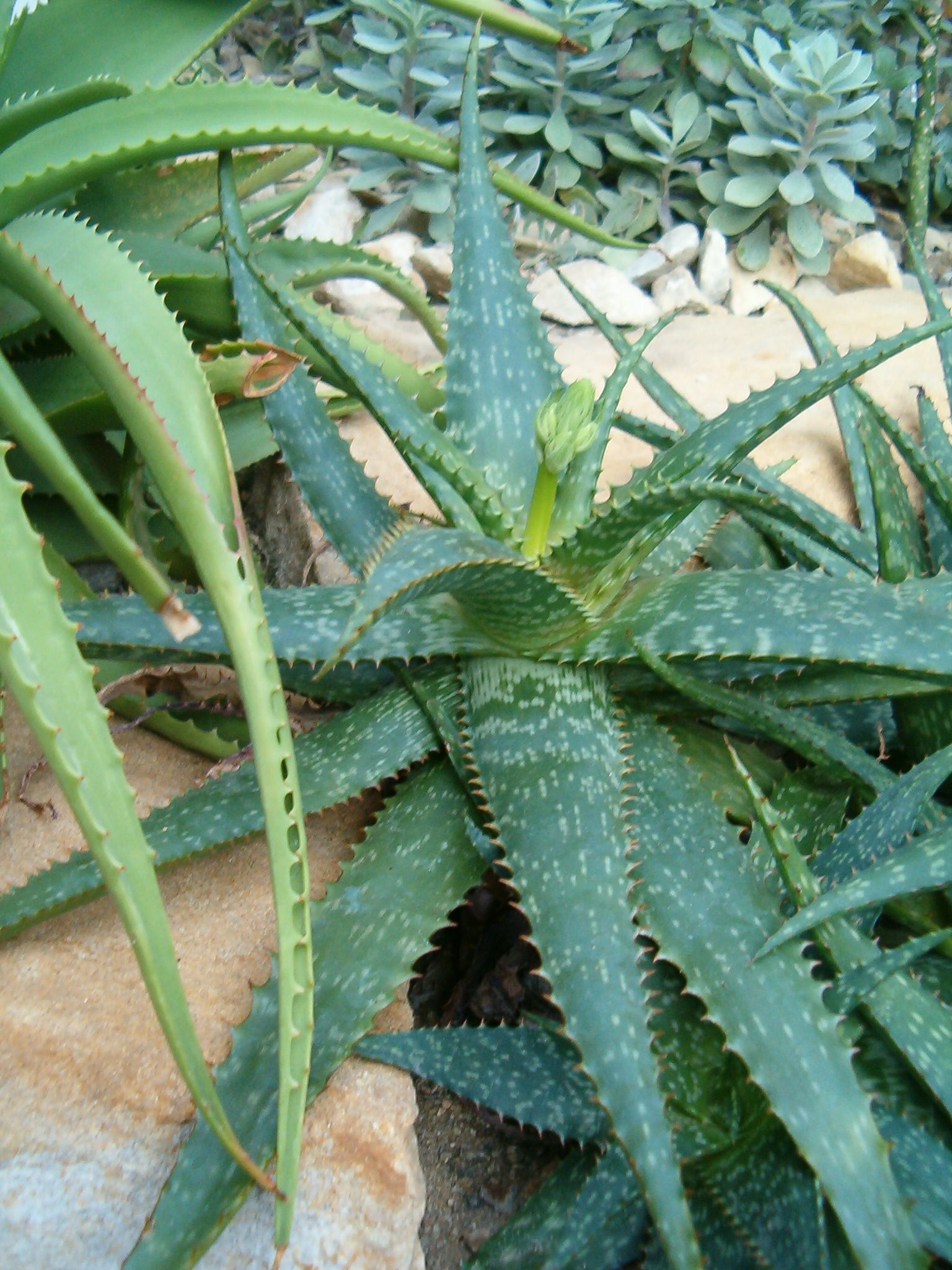
Aloe grandidentata

- Aloe gautieri J.-P.Castillon & Nusb.
- Aloe gerstneri Reynolds
- Aloe ghibensis Sebsebe & Friis
- Aloe gilbertii T.Reynolds ex Sebsebe & Brandham
- Aloe gillettii S.Carter
- Aloe glabrescens (Reynolds & Bally) S.Carter & Brandham
- Aloe glauca Mill.
- Aloe globuligemma Pole-Evans
- Aloe gneissicola (H.Perrier) J.-B.Castillon & J.-P.Castillon
- Aloe gossweileri Reynolds
- Aloe gracilicaulis Reynolds & Bally
- Aloe graciliflora Groenew.
- Aloe grandidentata Salm-Dyck
- Aloe graniticola Rebmann
- Aloe grata Reynolds
- Aloe greatheadii Schönland
- Aloe greenii Baker
- Aloe grisea S.Carter & Brandham
- Aloe guerrae Reynolds
- Aloe guillaumetii Cremers

## H

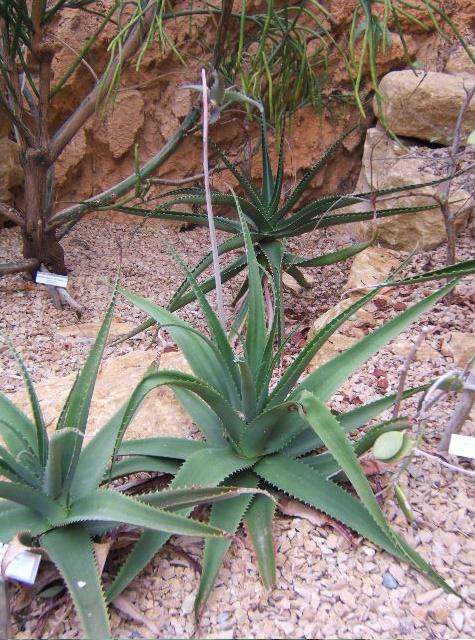
Aloe helenae

- Aloe haggeherensis T.A.McCoy & Lavranos
- Aloe hahnii Gideon F.Sm. & Klopper
- Aloe hardyi Glen
- Aloe harlana Reynolds
- Aloe haroniensis T.A.McCoy, Plowes & O.J.Baptista
- Aloe haworthioides Baker
- Aloe hazeliana Reynolds
- Aloe helenae Danguy
- Aloe heliderana Lavranos
- Aloe hemmingii Reynolds & Bally
- Aloe hendrickxii Reynolds
- Aloe hereroensis Engl.
- Aloe × hexapetala Salm-Dyck
- Aloe heybensis Lavranos
- Aloe hildebrandtii Baker
- Aloe hlangapies Groenew.
- Aloe hoffmannii Lavranos
- Aloe humbertii H.Perrier
- Aloe humilis (L.) Mill.
- Aloe huntleyana van Jaarsv. & Swanepoel

## I
- Aloe ibitiensis H.Perrier
- Aloe ifanadianae J.-B.Castillon
- Aloe ikiorum Dioli & G.Powys
- Aloe imalotensis Reynolds
- Aloe × imerinensis Bosser
- Aloe immaculata Pillans
- Aloe inamara L.C.Leach
- Aloe inconspicua Plowes
- Aloe inermis Forssk.

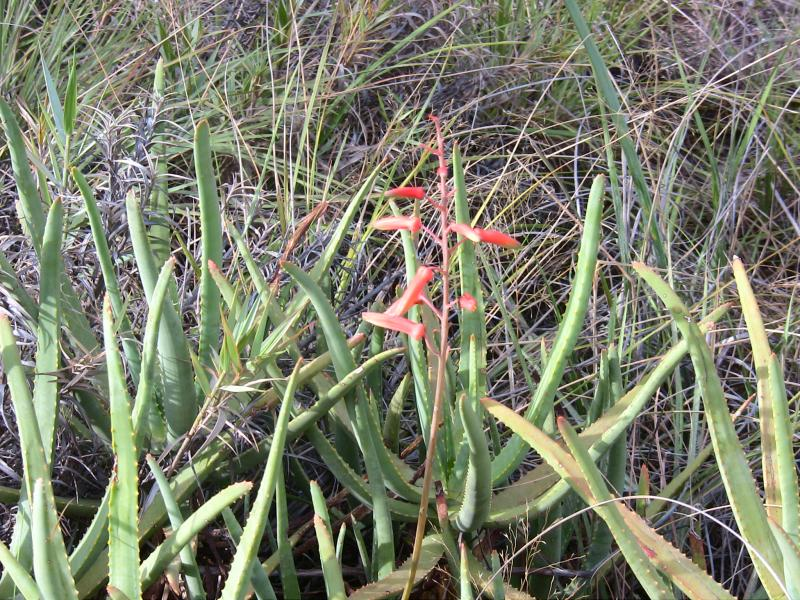
Aloe isaloensis

- Aloe inexpectata Lavranos & T.A.McCoy
- Aloe × inopinata Gideon, F.Sm., N.R.Crouch & Oosth.
- Aloe integra Reynolds
- Aloe inyangensis Christian
- Aloe irafensis T.A.McCoy & Al-Gifri
- Aloe isaloensis H.Perrier
- Aloe ithya T.A.McCoy & L.E.Newton
- Aloe ivakoanyensis Letsara, Rakotoar. & Almeda

## J
- Aloe jacksonii Reynolds

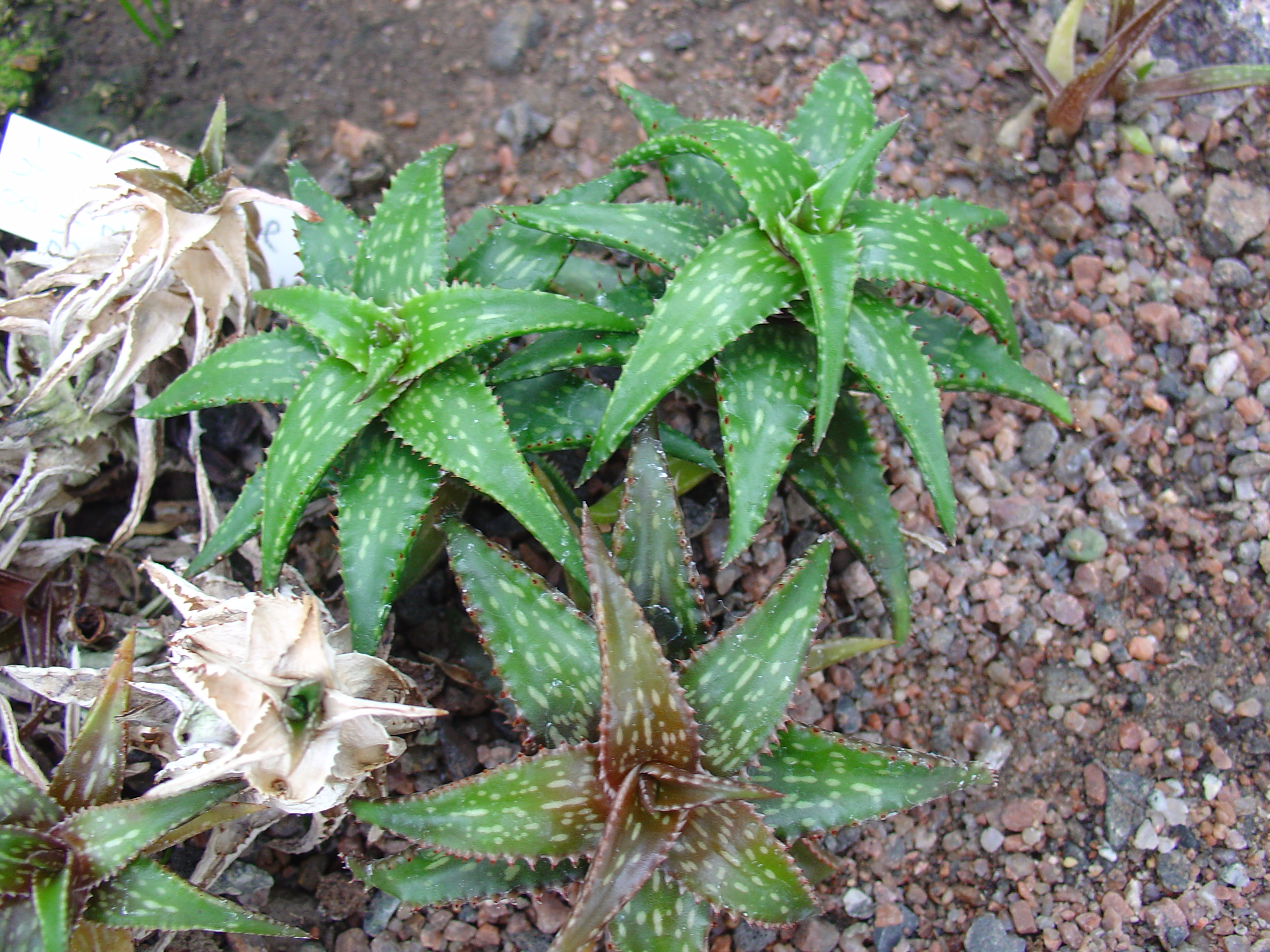
Aloe jucunda

- Aloe jawiyon S.J.Christie, D.P.Hannon & Oakman ex A.G.Mill.
- Aloe jibisana L.E.Newton
- Aloe johannis J.-B.Castillon
- Aloe johannis-bernardii J.-P.Castillon
- Aloe johannis-philippei J.-B.Castillon
- Aloe jucunda Reynolds
- Aloe juvenna Brandham & S.Carter

## K
- Aloe kahinii T.A.McCoy & Lavranos
- Aloe kamnelii van Jaarsv.

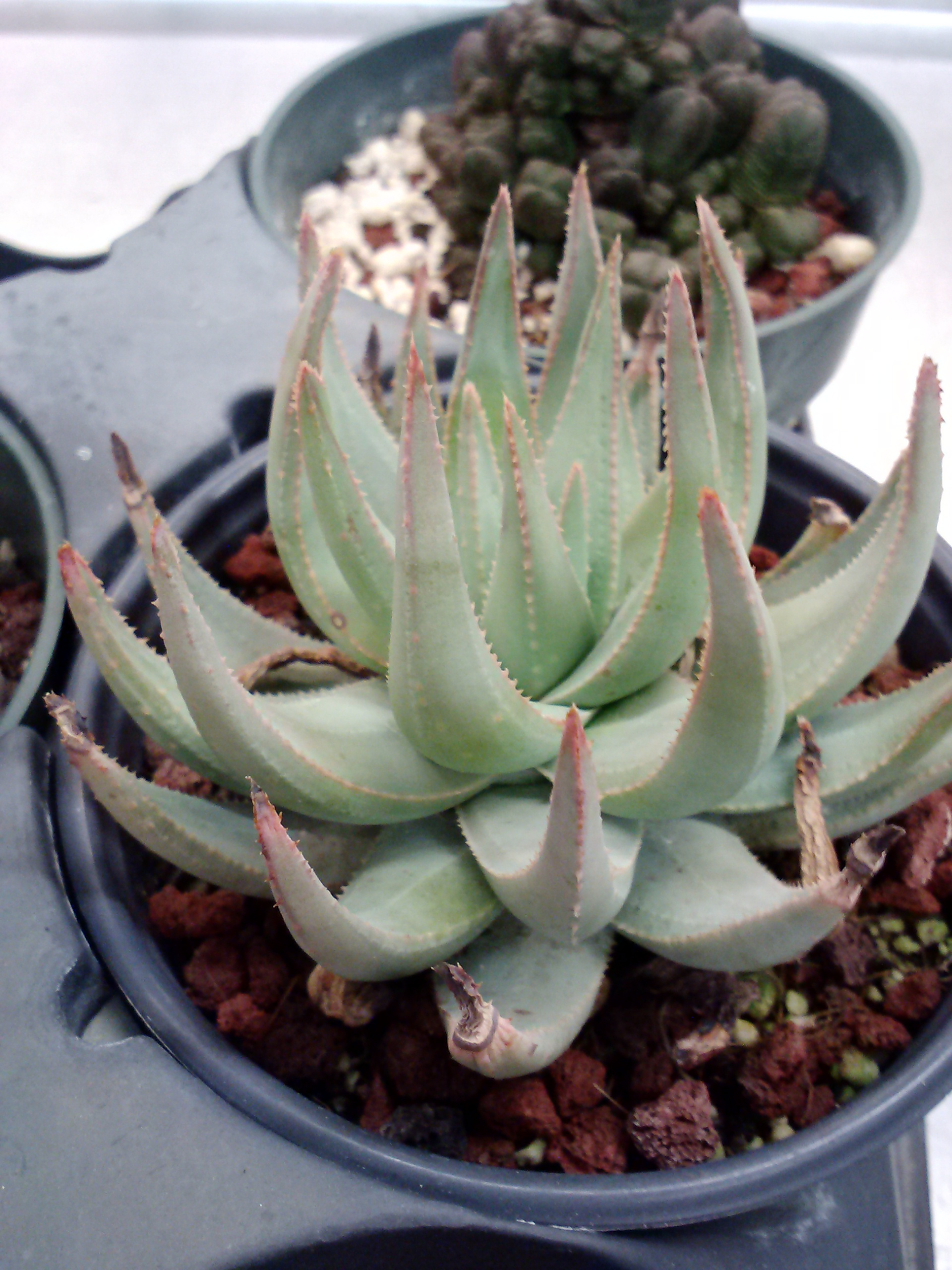
Aloe krapohliana

- Aloe kaokoensis van Jaarsv., Swanepoel & A.E.van Wyk
- Aloe karasbergensis Pillans
- Aloe × keayi Reynolds
- Aloe kedongensis Reynolds
- Aloe kefaensis M.G.Gilbert & Sebsebe
- Aloe ketabrowniorum L.E.Newton
- Aloe khamiesensis Pillans
- Aloe kilifiensis Christian
- Aloe knersvlakensis S.J.Marais
- Aloe kniphofioides Baker
- Aloe koenenii Lavranos & Kerstin Koch
- Aloe komaggasensis Kritz. & Jaarsveld
- Aloe kouebokkeveldensis van Jaarsv. & A.B.Low
- Aloe krapohliana Marloth
- Aloe kraussii Baker
- Aloe kulalensis L.E.Newton & Beentje
- Aloe kwasimbana T.A.McCoy & Lavranos

## L
- Aloe labworana (Reynolds) S.Carter
- Aloe laeta A.Berger
- Aloe lanata T.A.McCoy & Lavranos
- Aloe latens T.A.McCoy & Lavranos
- Aloe lateritia Engl.
- Aloe lavranosii Reynolds
- Aloe leachii Reynolds
- Aloe leandrii Bosser
- Aloe leedalii S.Carter

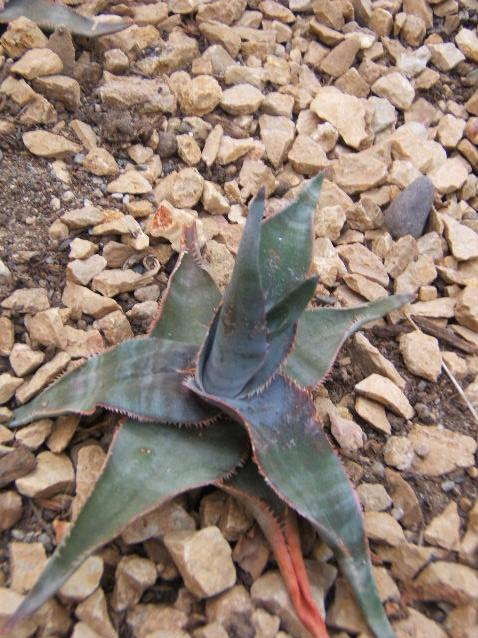
Aloe laeta

- Aloe lensayuensis Lavranos & L.E.Newton
- Aloe lepida L.C.Leach
- Aloe leptosiphon A.Berger
- Aloe lettyae Reynolds
- Aloe liliputana van Jaarsv. & Harrower
- Aloe lindenii Lavranos
- Aloe linearifolia A.Berger
- Aloe lineata (Aiton) Haw.
- Aloe littoralis Baker
- Aloe lolwensis L.E.Newton
- Aloe lomatophylloides Balf.f.
- Aloe longibracteata Pole-Evans
- Aloe longistyla Baker
- Aloe luapulana L.C.Leach
- Aloe lucile-allorgeae Rauh
- Aloe lukeana T.C.Cole
- Aloe luntii Baker
- Aloe lutescens Groenew.

## M
- Aloe macleayi Reynolds
- Aloe macra Haw.
- Aloe macrocarpa Tod.
- Aloe macroclada Baker
- Aloe macrosiphon Baker
- Aloe maculata All.

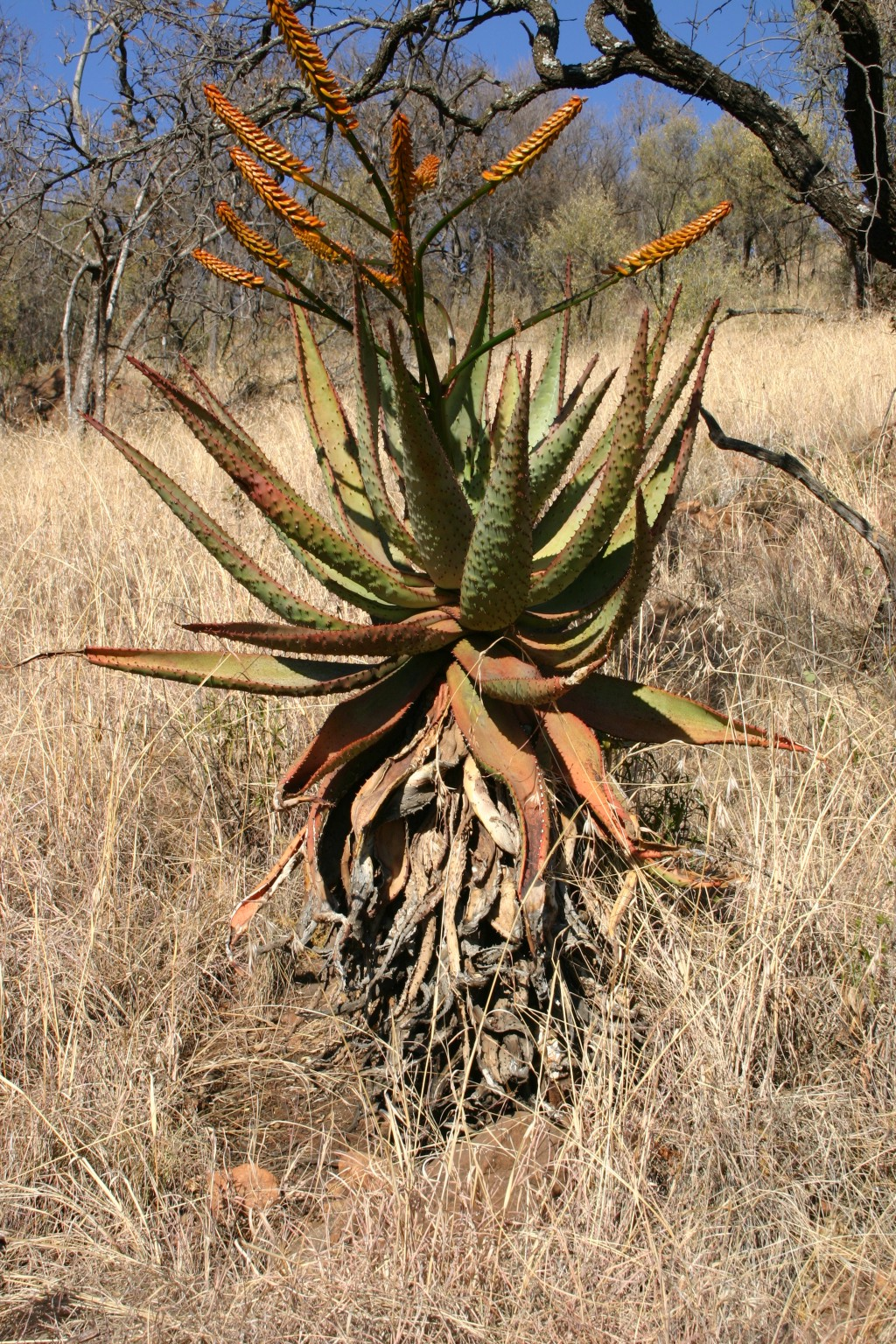
Aloe marlothii

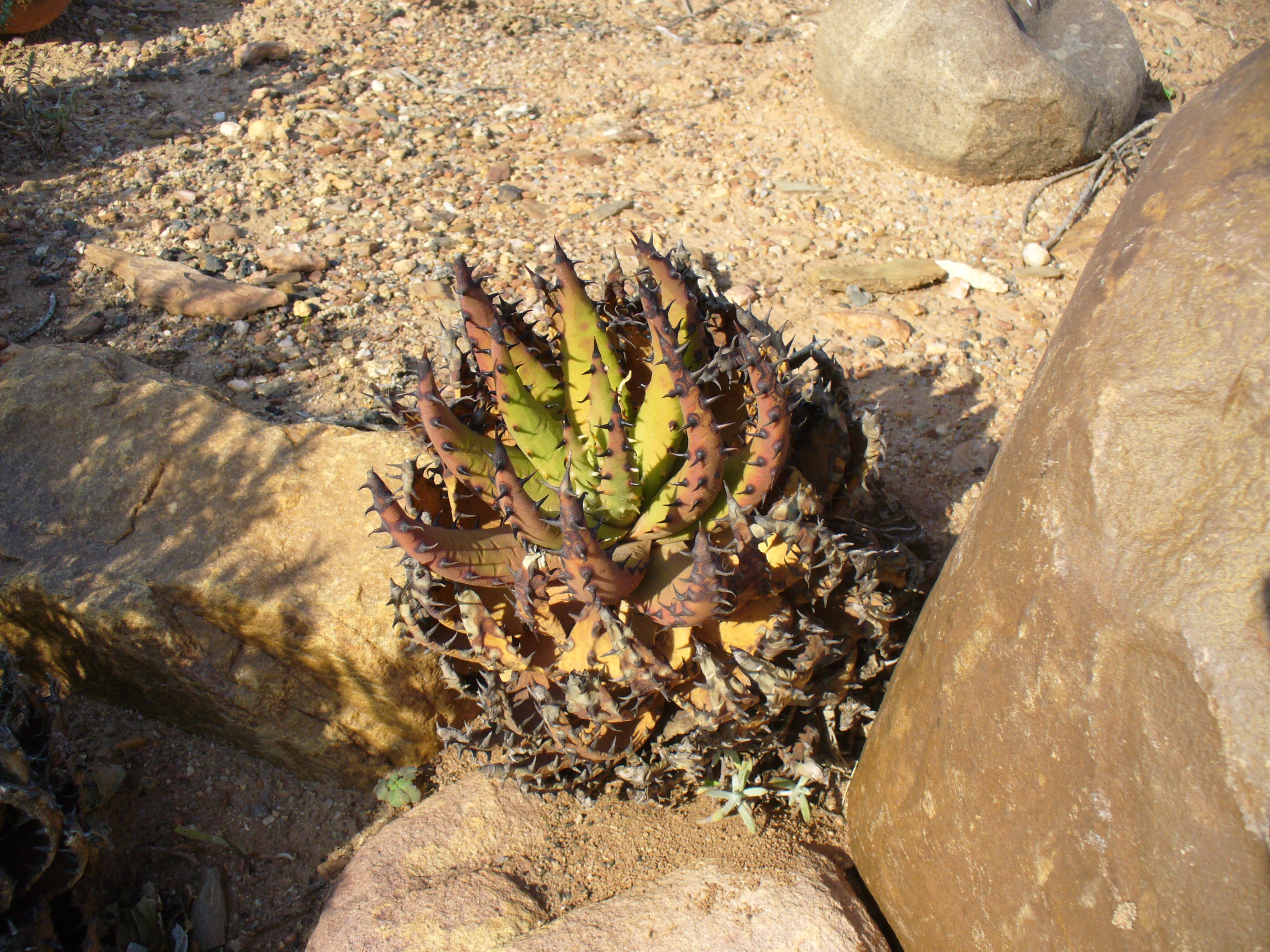
Aloe melanacantha

- Aloe mahraensis Lavranos & T.A.McCoy
- Aloe manandonae J.-B.Castillon & J.-P.Castillon
- Aloe mandotoensis J.-B.Castillon
- Aloe mandrarensis J.-P.Castillon
- Aloe mangeaensis L.E.Newton & S.Carter
- Aloe maningoryensis J.-P.Castillon
- Aloe marlothii A.Berger
- Aloe martialii J.-B.Castillon
- Aloe massawana Reynolds
- Aloe mawii Christian
- Aloe mayottensis A.Berger
- Aloe mccoyi Lavranos & Mies
- Aloe mcloughlinii Chistian
- Aloe medishiana Reynolds & Bally
- Aloe megalacantha Baker
- Aloe megalocarpa Lavranos
- Aloe melanacantha A.Berger
- Aloe × menachensis (Schweinf.) Blatt.
- Aloe mendesii Reynolds
- Aloe menyharthii Baker
- Aloe metallica Engl. & Gilg
- Aloe meyeri van Jaarsv.
- Aloe micracantha Haw.
- Aloe microdonta Chiov.
- Aloe microstigma Salm-Dyck
- Aloe millotii Reynolds
- Aloe milne-redheadii Christian
- Aloe minima Baker
- Aloe miskatana S.Carter
- Aloe mitsioana J.-B.Castillon
- Aloe mkushiana T.A.McCoy
- Aloe mocamedensis van Jaarsv.
- Aloe modesta Reynolds
- Aloe molederana Lavranos & Glen
- Aloe momccoyae T.A.McCoy & Lavranos
- Aloe monotropa Verd.
- Aloe monticola Reynolds
- Aloe montis-nabro Orlando & El Azzouni
- Aloe morijensis S.Carter & Brandham
- Aloe mossurilensis Ellert
- Aloe mottramiana J.-B.Castillon
- Aloe mubendiensis Christian
- Aloe mudenensis Reynolds
- Aloe multicolor L.E.Newton
- Aloe munchii Christian
- Aloe murina L.E.Newton
- Aloe musapana Reynolds
- Aloe mutabilis Pillans
- Aloe myriacantha (Haw.) Schult. & Schult.f.
- Aloe mzimbana Verd. & Christian

## N
- Aloe namibensis Giess

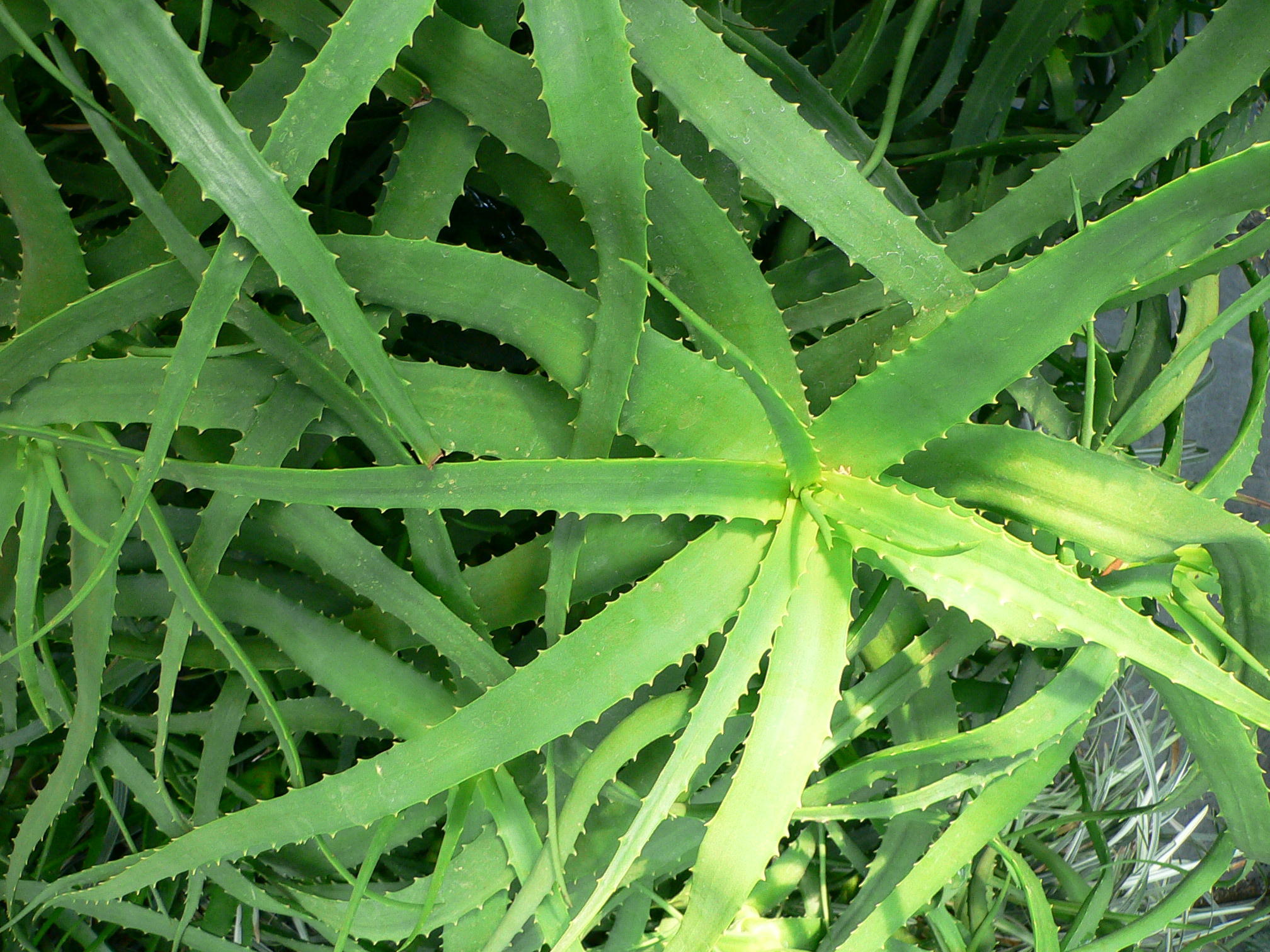
Aloe ngobitensis

- Aloe namorokaensis (Rauh) L.E.Newton & G.D.Rowley
- Aloe neilcrouchii Klopper & Gideon F.Sm.
- Aloe neoqaharensis T.A.McCoy
- Aloe neosteudneri Lavranos & T.A.McCoy
- Aloe newtonii J.-B.Castillon
- Aloe ngobitensis Reynolds
- Aloe ngongensis Christian
- Aloe nicholsii Gideon F.Sm. & N.R.Crouch
- Aloe niebuhriana Lavranos
- Aloe niensiensis L.E.Newton
- Aloe nigrimontana T.A.McCoy & Lavranos
- Aloe nordaliae Wabuyele
- Aloe nubigena Groenew.
- Aloe nugalensis Thulin
- Aloe nuttii Baker
- Aloe nyeriensis Christian & I.Verd.

## O

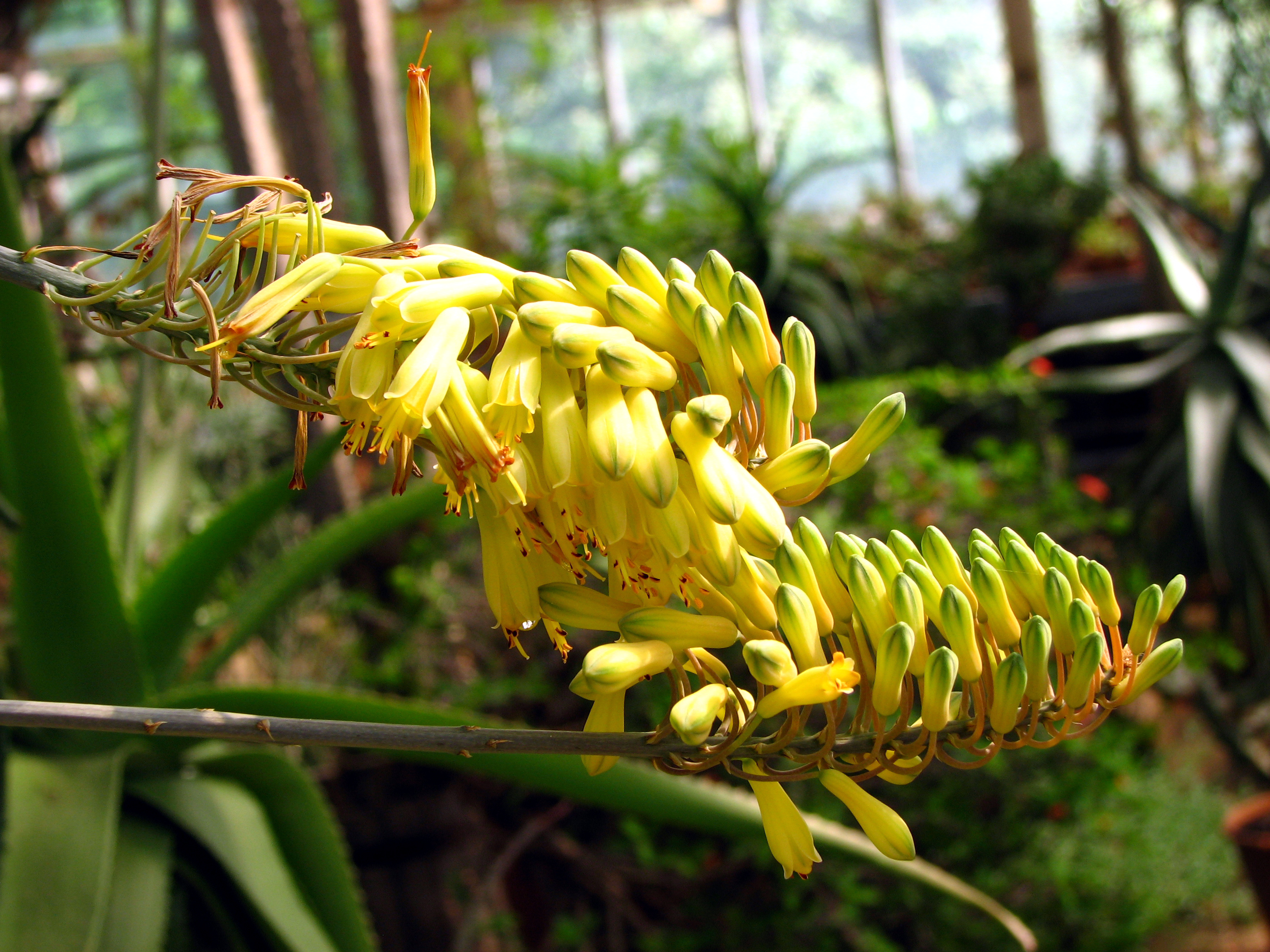
Aloe officinalis

- Aloe occidentalis (H.Perrier) L.E.Newton & G.D.Rowley
- Aloe officinalis Forssk.
- Aloe oligophylla Baker
- Aloe omavandae van Jaarsv.
- Aloe omoana T.A.McCoy & Lavranos
- Aloe orientalis (H.Perrier) L.E.Newton & G.D.Rowley
- Aloe orlandi Lavranos
- Aloe ortholopha Christian & Milne-Red.
- Aloe otallensis Baker

## P

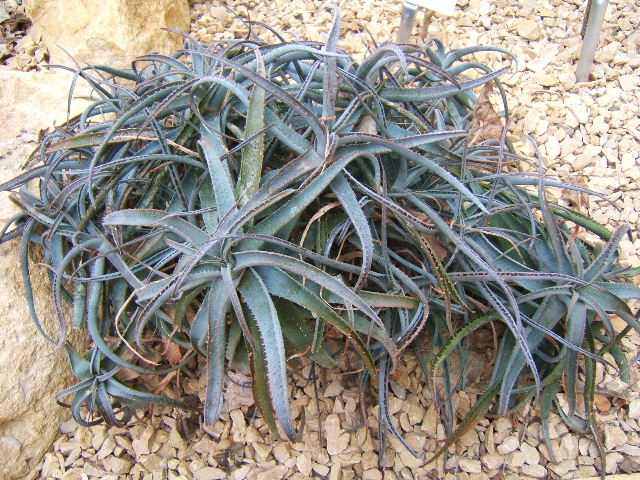
Aloe parvula

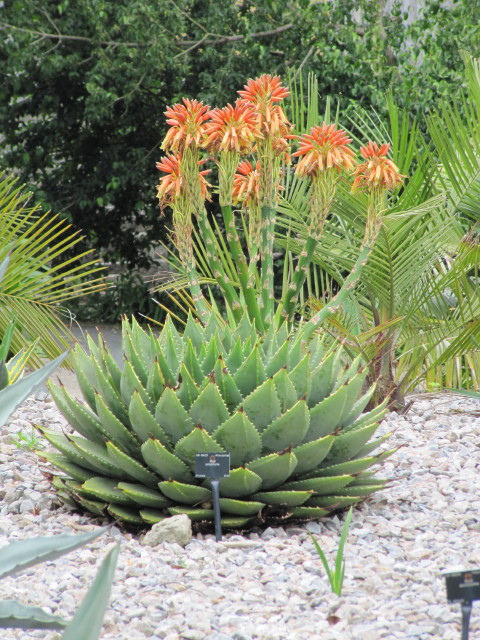
Aloe polyphylla

- Aloe pachydactylos T.A.McCoy & Lavranos
- Aloe pachygaster Dinter
- Aloe paedogona A.Berger
- Aloe palmiformis Baker
- Aloe parallelifolia H.Perrier
- Aloe parvibracteata Schönland
- Aloe parvicapsula Lavranos & Collen.
- Aloe parvidens M.G.Gilbert & Sebsebe
- Aloe parviflora Baker
- Aloe parvula A.Berger
- Aloe patersonii B.Mathew
- Aloe pavelkae van Jaarsv., Swanepoel, A.E.van Wyk & Lavranos
- Aloe pearsonii Schönland
- Aloe peckii P.R.O.Bally & I.Verd.
- Aloe peglerae Schönland
- Aloe pembana L.E.Newton
- Aloe pendens Forssk.
- Aloe penduliflora Baker
- Aloe percrassa Tod.
- Aloe perdita Ellert
- Aloe perfoliata L.
- Aloe perrieri Reynolds
- Aloe perryi Baker
- Aloe petricola Pole-Evans
- Aloe petrophila Pillans
- Aloe peyrierasii Cremers
- Aloe × philippei J.-B.Castillon
- Aloe pictifolia D.S.Hardy
- Aloe pienaarii Pole-Evans
- Aloe pirottae A.Berger
- Aloe plowesii Reynolds
- Aloe pluridens Haw.
- Aloe polyphylla Pillans
- Aloe porphyrostachys Lavranos & Collen.
- Aloe powysiorum L.E.Newton & Beentje
- Aloe praetermissa T.A.McCoy & Lavranos
- Aloe pratensis Baker
- Aloe pretoriensis Pole-Evans
- Aloe prinslooi Verd. & D.S.Hardy
- Aloe procera L.C.Leach
- Aloe pronkii Lavranos, Rakouth & T.A.McCoy
- Aloe propagulifera (Rauh & Razaf.) L.E.Newton & G.D.Rowley
- Aloe prostrata (H.Perrier) L.E.Newton & G.D.Rowley
- Aloe pruinosa Reynolds
- Aloe pseudoparvula J.-B.Castillon
- Aloe pseudorubroviolacea Lavranos & Collen.
- Aloe × puberula (Schweinf.) A.Berger
- Aloe pubescens Reynolds
- Aloe pulcherrima M.G.Gilbert & Sebsebe
- Aloe purpurea Lam.
- Aloe pustuligemma L.E.Newton

## R
- Aloe rabaiensis Rendle
- Aloe rapanarivoi J.-P.Castillon
- Aloe rauhii Reynolds
- Aloe rebmannii Lavranos
- Aloe reitzii Reynolds
- Aloe rendilliorum L.E.Newton

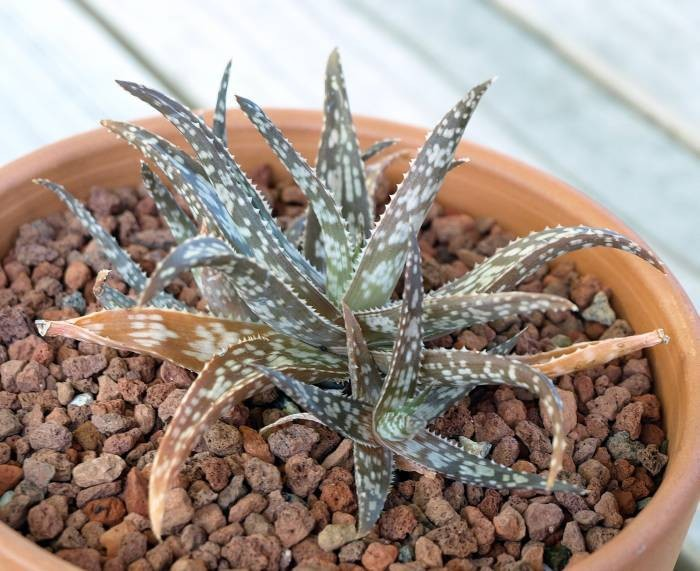
Aloe rauhii

- Aloe retrospiciens Reynolds & Bally
- Aloe reynoldsii Letty
- Aloe rhodesiana Rendle
- Aloe ribauensis T.A.McCoy, Rulkens & O.J.Baptista
- Aloe richardsiae Reynolds
- Aloe richaudii Rebmann
- Aloe rigens Reynolds & Bally
- Aloe rivae Baker
- Aloe rivierei Lavranos & L.E.Newton
- Aloe rodolphei J.-B.Castillon
- Aloe roeoeslii Lavranos & T.A.McCoy
- Aloe rosea (H.Perrier) L.E.Newton & G.D.Rowley
- Aloe rouxii van Jaarsv.
- Aloe rubrodonta T.A.McCoy & Lavranos
- Aloe rubroviolacea Schweinf.
- Aloe rugosifolia M.G.Gilbert & Sebsebe
- Aloe rugosquamosa (H.Perrier) J.-B.Castillon & J.-P.Castillon
- Aloe rulkensii T.A.McCoy & O.J.Baptista
- Aloe rupestris Baker
- Aloe rupicola Reynolds
- Aloe ruspoliana Baker
- Aloe ruvuensis T.A.McCoy & Lavranos

## S
- Aloe saudiarabica T.A.McCoy

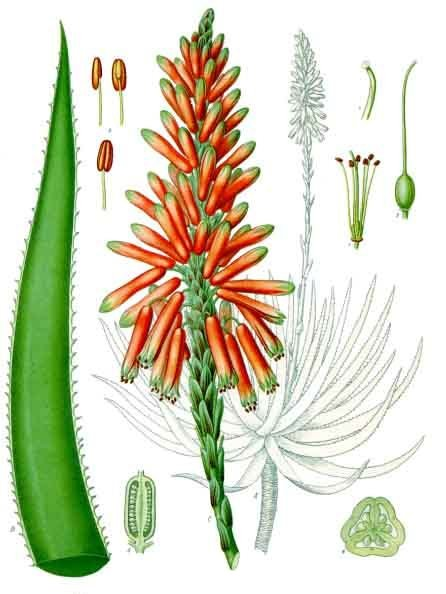
Aloe succotrina

- Aloe saundersiae (Reynolds) Reynolds
- Aloe scabrifolia L.E.Newton & Lavranos
- Aloe schelpei Reynolds
- Aloe schilliana L.E.Newton & G.D.Rowley
- Aloe × schimperi Tod.
- Aloe schoelleri Schweinf.
- Aloe schomeri Rauh
- Aloe schweinfurthii Baker
- Aloe scobinifolia Reynolds & Bally
- Aloe scorpioides L.C.Leach
- Aloe secundiflora Engl.1
- Aloe seibanica Orlando & El Azzouni
- Aloe seretii De Wild.
- Aloe serriyensis Lavranos
- Aloe shadensis Lavranos & Collen.
- Aloe sharoniae N.R.Crouch & Gideon F.Sm.
- Aloe sheilae Lavranos
- Aloe silicicola H.Perrier
- Aloe simii Pole-Evans
- Aloe sinana Reynolds
- Aloe sinkatana Reynolds
- Aloe sobolifera (S.Carter) Wabuyele
- Aloe socialis (H.Perrier) L.E.Newton & G.D.Rowley
- Aloe somaliensis C.H.Wright ex W.Watson
- Aloe soutpansbergensis Verd.
- Aloe speciosa Baker
- Aloe spectabilis Reynolds
- Aloe spicata L.f.
- Aloe spinitriaggregata J.-B.Castillon
- Aloe springatei-neumannii L.E.Newton
- Aloe squarrosa Baker ex Balf.f.
- Aloe steudneri Schweinf.
- Aloe striata Haw.
- Aloe suarezensis H.Perrier
- Aloe subacutissima G.D.Rowley
- Aloe subspicata (Baker) Boatwr. & J.C.Manning
- Aloe succotrina Lam.
- Aloe suffulta Reynolds
- Aloe suprafoliata Pole-Evans
- Aloe suzannae Decary
- Aloe swynnertonii Rendle

## T

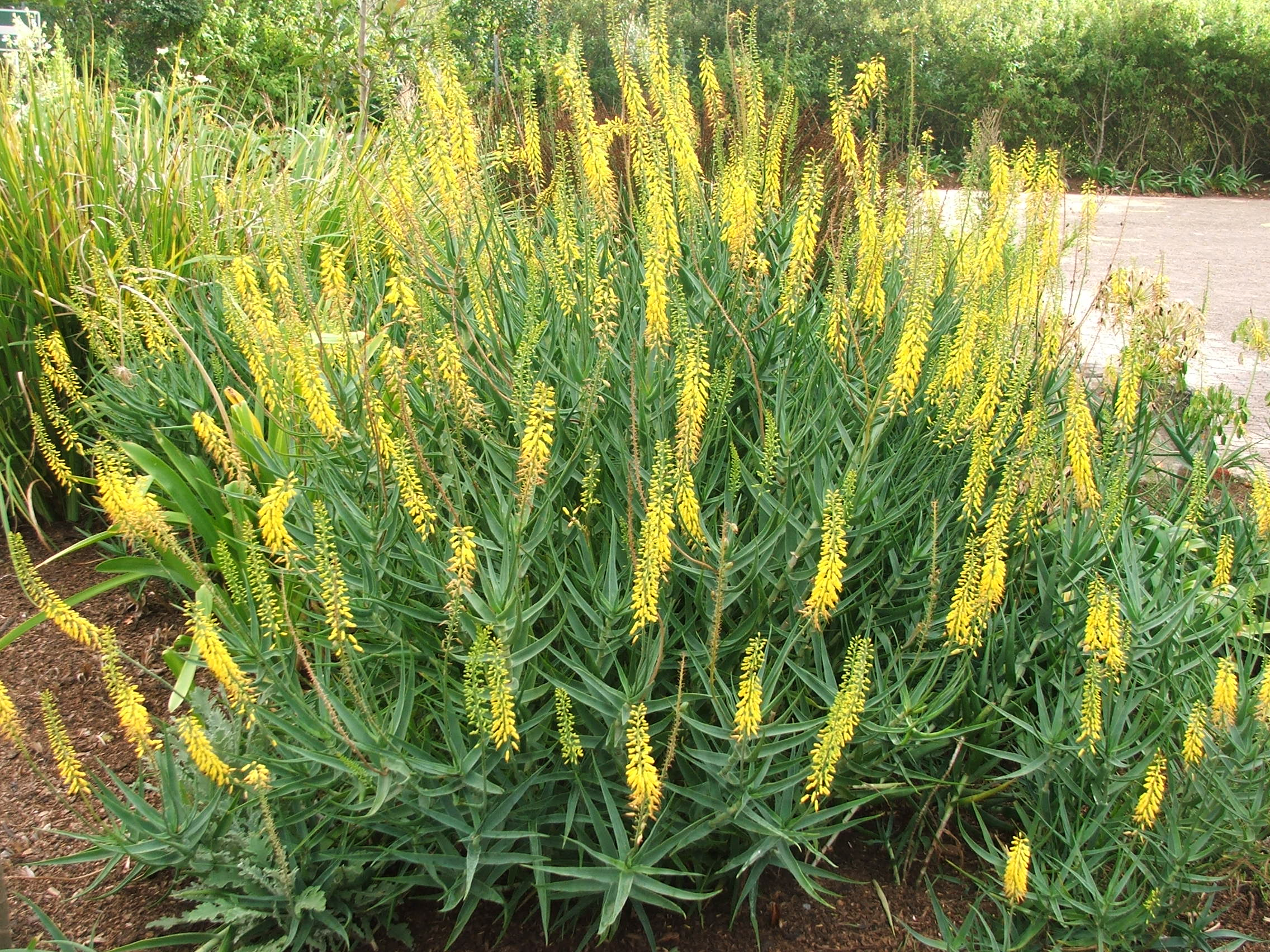
Aloe tenuior

- Aloe tartarensis T.A.McCoy & Lavranos
- Aloe tauri L.C.Leach
- Aloe tegetiformis L.E.Newton
- Aloe teissieri Lavranos
- Aloe tewoldei M.G.Gilbert & Sebsebe
- Aloe thompsoniae Groenew.
- Aloe thorncroftii Pole-Evans
- Aloe thraskii Baker
- Aloe tidmarshii Muller ex R. A. Dyer
- Aloe tomentosa Deflers
- Aloe tormentorii (Marais) L.E.Newton & G.D.Rowley
- Aloe tororoana Reynolds
- Aloe torrei Verd. & Christian
- Aloe trachyticola (H.Perrier) Reynolds
- Aloe transvaalensis Kuntze
- Aloe trichosantha A.Berger
- Aloe trigonantha L.C.Leach
- Aloe trothae A.Berger
- Aloe tsitongambarikana J.-P.Castillon & J.-B.Castillon
- Aloe turkanensis Christian

## U
- Aloe ukambensis Reynolds
- Aloe umfuloziensis Reynolds

## V
- Aloe vacillans Forssk.
- Aloe vallaris L.C.Leach
- Aloe vanbalenii Pillans
- Aloe vandermerwei Reynolds

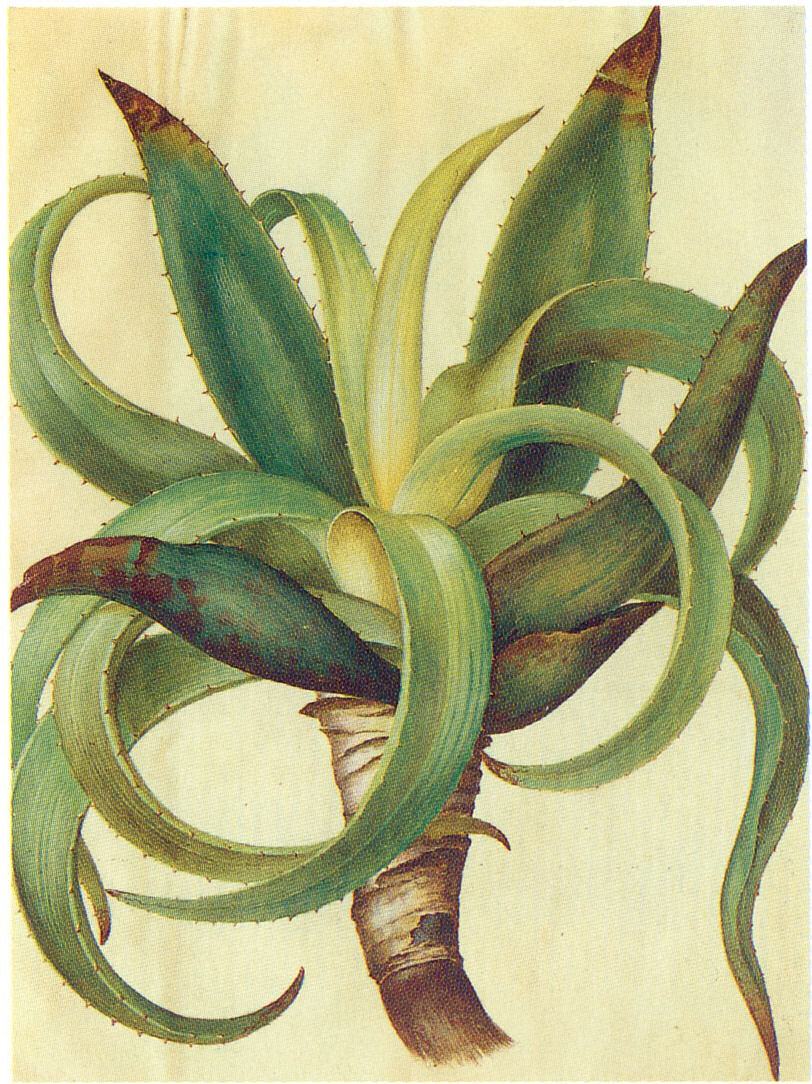
Aloe vera

- Aloe vanrooyenii Gideon F.Sm. & N.R.Crouch
- Aloe vaombe Decorse & Poiss.
- Aloe vaotsanda Decary
- Aloe varimaculata T.A.McCoy
- Aloe venenosa Engl.
- Aloe vera (L.) Burm.f.
- Aloe verecunda Pole-Evans
- Aloe versicolor Guillaumin
- Aloe veseyi Reynolds
- Aloe viguieri H.Perrier
- Aloe virginieae J.-P.Castillon
- Aloe viridiflora Reynolds
- Aloe vituensis Baker
- Aloe vogtsii Reynolds
- Aloe volkensii Engl.
- Aloe vossii Reynolds
- Aloe vryheidensis Groenew.

## W

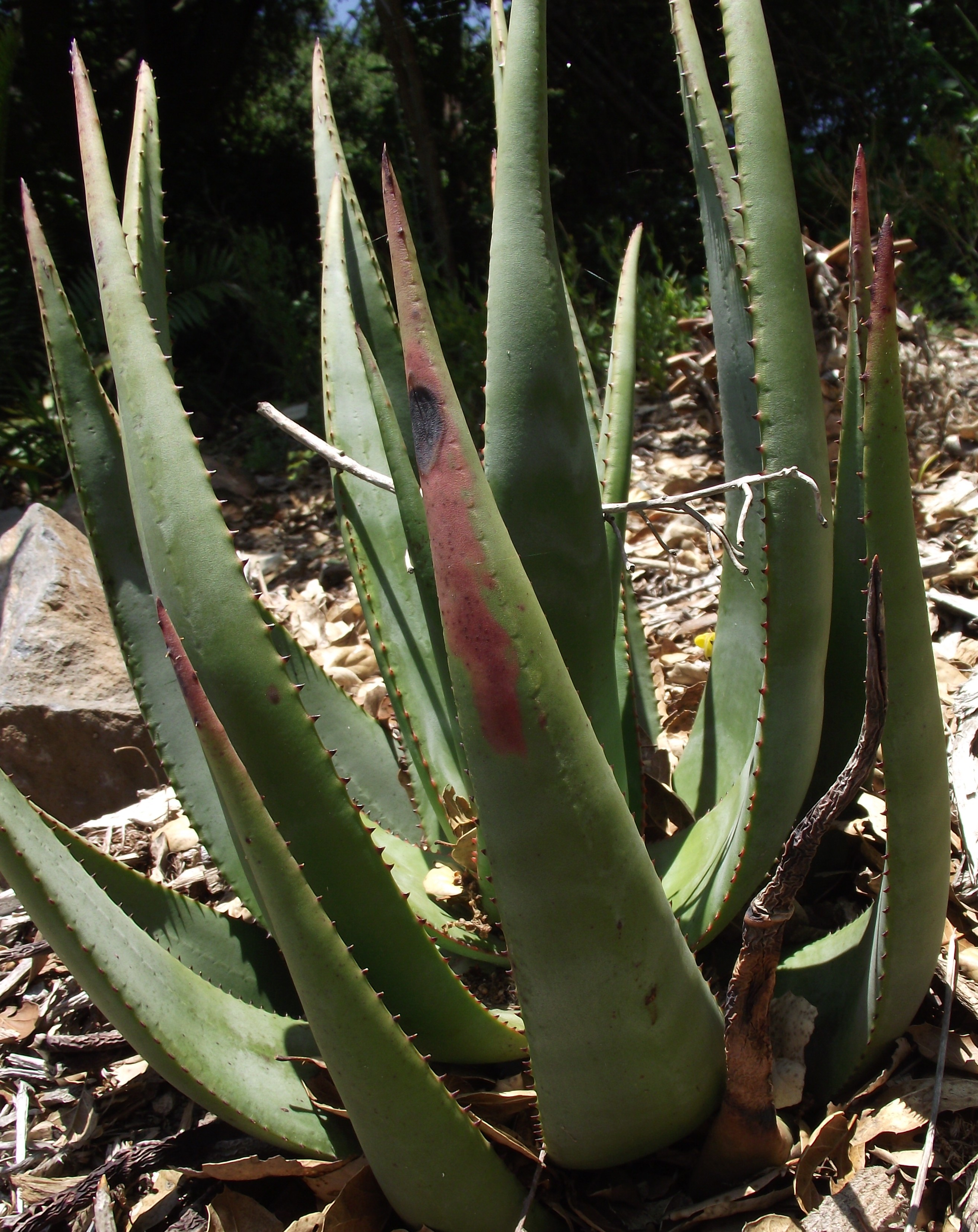
Aloe wickensii

- Aloe wanalensis T.C.Cole & T.G.Forrest
- Aloe welmelensis Sebsebe & Nordal
- Aloe weloensis Sebsebe
- Aloe welwitschii Klopper & Gideon F.Sm.
- Aloe werneri J.-B.Castillon
- Aloe whitcombei Lavranos
- Aloe wickensii Pole-Evans
- Aloe wildii (Reynolds) Reynolds
- Aloe wilsonii Reynolds
- Aloe wollastonii Rendle
- Aloe woodii Lavranos & Collen.
- Aloe wrefordii Reynolds

## Y
- Aloe yavellana Reynolds
- Aloe yemenica J.R.I.Wood

## Z
- Aloe zebrina Baker
- Aloe zombitsiensis Rauh & M.Teissier
- Aloe zubb T.A.McCoy & Lavranos